# Richtlijn inzake transparante en voorspelbare arbeidsvoorwaarden
De Richtlijn inzake transparante en voorspelbare arbeidsvoorwaarden (2019/1152) is een Europese richtlijn die is bedoeld om de arbeidsvoorwaarden te verbeteren voor wie volgens de nationale wetgeving beschouwd wordt als werknemer. De richtlijn wil transparante en voorspelbare arbeidsvoorwaarden bevorderen, en verruimt de minimumvereisten op het gebied van informatie over de belangrijkste aspecten van de arbeidsrelatie. Tegelijk wil de richtlijn de flexibiliteit op de arbeidsmarkt verzekeren. 
De richtlijn is van toepassing op elke werknemer in de Unie met een arbeidsovereenkomst of arbeidsrelatie zoals omschreven in het recht, de praktijk of de collectieve overeenkomsten die van kracht
zijn in elke lidstaat, 
Ten laatste op 1 augustus 2022 moet de richtlijn opgenomen zijn in de wetgeving van de lidstaten.
Tot de belangrijkste principes van de richtlijn behoren:
- een extra-beroepsactiviteit buiten de arbeidsovereenkomst mag niet verboden worden, tenzij daar objectieve redenen voor zijn
- verplichte opleiding moet kosteloos zijn
- gedetailleerde informatieplicht voor onder andere arbeidstijden, -omstandigheden en -voorwaarden, de procedure bij beëindiging arbeidsovereenkomst, recht op scholing.

De informatie moet binnen de week schriftelijk meegedeeld worden, eventueel met verwijzing naar collectieve overeenkomsten. Bij digitale dragers moet de informatie toegankelijk, downloadbaar en afdrukbaar zijn (art. 3). 

## België
In België zijn de sociale partners gestart met het overleg inzake de implementatie van de richtlijn, meer bepaald in het kader van de Nationale Arbeidsraad, die op 25 januari 2022 hierover advies uitbracht, met de bedoeling om voor 1 augustus 2022 hierover nationale cao’s te sluiten. Mocht dit niet lukken, zal de regering een wetgevend initiatief nemen.